# Coniodes
Coniodes là một chi bướm đêm thuộc họ Geometridae.